# Eduard Andrés
Eduard Peter Andrés (* 31. März 1900 in Eschweiler; † 1972) war ein deutscher Filmsammler und Filmvermittler. Er war auch Autor von Filmen und Filmbüchern.

## Leben
Eduard Andrés schrieb in den Jahren 1929 und 1930 die Drehbücher zu vier Edmund-Heuberger-Filmen, vor allem für die Lux-Reihe. 1934 verfasste er zusammen mit Walter Wassermann außerdem das Buch zu dem von Carl Boese inszenierten Starvehikel Herz ist Trumpf (1934).
In erster Linie war Andrés jedoch nicht Filmautor, sondern Filmliebhaber, organisierte Ausstellungen und hielt populärwissenschaftliche Vorträge zum Thema Film- und Filmgeschichte. In diesem Zusammenhang galt er in Deutschland eine Zeitlang als „wichtige Figur“ und wurde im Zweiten Weltkrieg sogar zur Frontunterhaltung eingesetzt.
Zur Zeit des Dritten Reiches veröffentlichte der Cineast auch Romane nach Hollywoodfilmen, so zu Maienzeit, Der Testpilot und Broadway-Melodie (alle 1938). Diese erschienen als luxuriöse Ausgaben mit vielen Filmfotos im Kunstdruck zum Teil zu einem Zeitpunkt, da es noch keine Synchronfassung in deutscher Sprache gab.
In der Nachkriegszeit baute Eduard Andrés ein öffentliches filmgeschichtliches Institut privaten Charakters auf, das sich heute im Archiv der Deutschen Kinemathek befindet. Wesentlich beteiligt war er auch an dem Studien- und Berufsführer durch die Filmproduktion, Leitfaden für die Ausbildung in künstlerischen und technischen Filmberufen mit Anregungen über Fortbildungsmöglichkeiten für Filmschaffende Wie komme ich zum Film? (1955).
Das Wirken Andrés, der zu seiner Zeit bei der historischen Filmvermittlung ungewöhnliche, aufsehenerregende Wege beschritt, nach dem Geschmack manches Kollegen die Grenze zum Unseriösen dabei aber bisweilen auch überschritt, ist heute nahezu vergessen.